# ناحیه ناکاپیریپیریت
ناحیه ناکاپیریپیریت (به لاتین: Nakapiripirit District) یک منطقهٔ مسکونی در اوگاندا است که در استان شمالی، اوگاندا واقع شده‌است. ناحیه ناکاپیریپیریت ۴٬۲۰۱٫۶ کیلومتر مربع مساحت و ۱۶۱٬۶۰۰ نفر جمعیت دارد و ۱٬۳۰۰ متر بالاتر از سطح دریا واقع شده‌است.